# ليزا شتاينر
ليزا شتاينر (بالألمانية: Lisa Steiner) هي أستاذة علم المناعة في قسم علم الأحياء في معهد ماساتشوستس للتكنولوجيا. عندما وصلت إلى معهد ماساتشوستس للتكنولوجيا في عام 1967 كانت أول امرأة عضو في هيئة التدريس في القسم. تُركز شتاينر في بحوثها على التطور وعلم الأحياء النمائي في الجهاز المناعي باستخدام مخطط دانيو مثل النموذج الحي.

## النشأة والتعليم
ولدت شتاينر في النمسا وغادرت البلاد مع والدتها قبل فترة وجيزة من ما يُعرف بالآنشلوس. قضت بقية حياتها من مرحلة الطفولة في كوينز بنيويورك. فازت بمسابقة علمية وهي كطالبة في المدرسة الثانوية حيث اختيرت كأفضل موهبة في مجال العلوم؛ فتم إرسالها لدراسة وتطوير مستواها في مجال الرياضيات في كلية سوارثمور حيث حصلت هناك على درجة البكالوريوس. تم منعها وردعها من متابعة مشوارها الدراسي العالي في الرياضيات في جامعة برنستون لأن الإدارة لم تكن تعترف بالمرأة في ذلك الوقت، فكانت بدلا من ذلك تحضر لدروس في جامعة هارفارد لفترة قصيرة من الوقت قبل أن تتخد قرارا مهما بتغيير مسارها الوظيفي من خلال الدخول إلى المدرسة الطبية، فحصلت على شهادة دكتوراه في الطب من كلية الطب بجامعة ييل في عام 1959، ثم عملت كباحثة ما بعد الدكتوراه مع هيرمان إيسن في كلية الطب بجامعة واشنطن؛ هناك بدأت أبحاثها في علم المناعة واستطاعت الوصول للشهرة بفضل بحوثها ومقالاتها وإسهاماتها الكبيرة قي هذا المجال.

## الأكاديمية المهنية
تم تعيين شتاينر في معهد ماساتشوستس للتكنولوجيا في عام 1967 من قبل جاك بوكانان الذي ترأس شعبة الكيمياء الحيوية في قسم الأحياء وكانت معروفة حينها بنشاطها وسط شباب الكلية. بقيت في معهد ماساتشوستس للتكنولوجيا لمدة حيث استمرت في الحفاظ على نشاطها في البحث العلمي وذكائها في علم الأحياء، كما شاركت في الجهود التي قادتها نانسي هوبكنز وانضمت لهما مريم لو باردو وغيرهن لدراسة آثار التمييز بين الجنسين على النساء، وقد أثار هذا الموضوع حفيظة هيئة التدريس في معهد ماساتشوستس للتكنولوجيا وجلب لهن مشاكل جمة لكن وفي المقابل فقد لقيت دراستهم اهتمام من قبل العميد تشارلز فست.:188
التقت شتاينر هيلين ويتني وعملا مع آيزن كزميلات ما بعد الدكتوراه وواصلا مشاركتهن مع منظمات أخرى حتى شغلت في النهاية منصب نائب الرئيس.

## البحث
ركزت شتاينر في بحوثها على تطور وتنمية الجهاز المناعي في الفقاريات؛ وذلك باستخدام النموذج الحي على مخطط دانيو.
عندما التحقت بمجموعة البحوث في المعهد؛ ركزوا بشكل خاص على موضوع التمايز الخلوي في تحديد الخلية الليمفاوية التي يُنسب لها الفضل في تطوير الأجهزة اللمفاوية. عملت شتاينر أيضا على فهم ودراسة والتعمق في علم الوراثة الجزيئية.